# Elisabeta Lipă
Elisabeta Lipă, született Elisabeta Oleniuc (Szeretvásár, 1964. október 26. –) ötszörös olimpiai és egyszeres világbajnok román evezős, sportvezető, politikus, ifjúsági és sportminiszter (2015–2017).

## Pályafutása

### Evezősként
1980-ban 16 évesen kezdett evezéssel foglalkozni. 1981-től közel 24 éven át a román evezős válogatott tagja volt. 1981-ben a junior világbajnokságon bronzérmet szerzett kormányos négyesben társaival.
A Dinamo București versenyzője volt. 1984 és 2004 között hat olimpián vett részt. Az 1984-es Los Angeles-i olimpián 19 évesen indult kétpárevezősben Marioara Popescúval és olimpiai bajnok lettek. Az 1988-as szöuli játékokon kétpárevezősben Veronica Cogeanúval ezüst-, négypárevezősben társaival bronzérmes lett. 1992-ben Barcelonában kétpárevezősben ismét ezüstérmes lett, de egypárevezősben olimpiai bajnoki címet szerzett. Az 1996-os atlantai játékokon egypárevezősben nem jutott a döntőbe és a kilencedik helyen végzett. A nyolcpárevezős tagjaként megszerezte pályafutása harmadik olimpiai aranyérmét. 2000-ben Sydney-ben kétpárevezősben az ötödik helyen végzett. Nyolcpárevezősben ismét aranyérmes lett. Utolsó olimpiáján a 2004-es athéni játékokon megszerezte ötödik aranyérmét nyolcpárevezősben.
Öt arany-, két ezüst- és egy bronzéremmel ő az olimpiai játékok történetének legeredményesebb evezős versenyzője. 2000-ben Sydney-ben és 2004-ben Athénban a román olimpiai csapat zászlóvivője volt a nyitóünnepségen.
1982 és 2003 között a világbajnokságokon egy arany-, nyolc ezüst- és négy bronzérmet szerzett. 25-szörös román bajnok. 2000-ben a Nemzetközi Evezős Szövetség a 20. század legjobb evezősének választotta.

### Sportvezetőként, miniszterként
Visszavonulása után a Dinamo București elnöke volt. 2004. december 1-jén az első nő volt Romániában, akit rendőrfőkapitányi rangra emeltek. 2008-ban Szertvásár díszpolgárává választották. 2009 óta a Román Evezős Szövetség elnöke.
2015. november 17. és 2017. január 4. között Dacian Cioloș kormányában ifjúsági és sportminiszter volt. Elődje a Ponta-kormányban az atléta Szabó Gabriella volt, akinek megbízatása 2015. november 4-én szűnt meg, amikor a szociáldemokrata Ponta-kormány – a bukaresti Colectiv klubban történt halálos áldozatokat követelő diszkótűz miatt – az utcára vonuló tüntetők nyomására benyújtotta lemondását. A új Cioloș-féle technokrata kormányban az ötszörös olimpiai bajnok evezős Elisabeta Lipă lett a miniszter.

## Sikerei, díjai
- Olimpiai játékok
  - aranyérmes (5): 1984, Los Angeles (kétpárevezős), 1992, Barcelona (egypárevezős), 1996, Atlanta, 2000, Sydney, 2004, Athén (mindhárom nyolcas)
  - ezüstrémes (2): 1988, Szöul (kétpárevezős), 1992, Barcelona (kétpárevezős)
  - bronzérmes: 1988, Szöul (négypárevezős)
- Világbajnokság
  - aranyérmes: 1989 (egypárevezős)
  - ezüstérmes (8): 1985, 1986, 1987, 1989 (mind kétpárevezős), 1991 (egypárevezős és kétpárevezős), 1994 (kormányos nélküli kettes), 2003 (nyolcas)
  - bronzérmes (4): 1982 (négypárevezős), 1983 (kétpárevezős), 1984, 1994 (mindkettő nyolcas)

## Elismerései
- a 20. század legjobb evezőse (2000, Nemzetközi Evezős Szövetség)[3]
- Románia Csillaga érdemrend
- Szeretvásár díszpolgára (2008)
- Thomas Keller-érem (2008)